# Diocesi di Hamilton in Nuova Zelanda
La diocesi di Hamilton in Nuova Zelanda (in latino Dioecesis Hamiltonensis in Nova Zelandia) è una sede della Chiesa cattolica in Nuova Zelanda suffraganea dell'arcidiocesi di Wellington. Nel 2021 contava 64.539 battezzati su 764.376 abitanti. È retta dal vescovo Richard Philip James Laurenson.

## Territorio
La diocesi si estende sulle regioni di Waikato, Baia dell'Abbondanza e Gisborne nell'Isola del Nord in Nuova Zelanda.
Sede vescovile è la città di Hamilton, dove si trova la cattedrale della Beata Vergine Maria.
Il territorio è suddiviso in 33 parrocchie.

## Storia
La diocesi è stata eretta il 6 marzo 1980 con la bolla Venerabiles Praesules di papa Giovanni Paolo II, ricavandone il territorio dalla diocesi di Auckland.

## Cronotassi dei vescovi
Si omettono i periodi di sede vacante non superiori ai 2 anni o non storicamente accertati.
- Edward Russell Gaines † (6 marzo 1980 - 6 settembre 1994 deceduto)
- Denis George Browne † (19 dicembre 1994 - 22 novembre 2014 ritirato)
- Stephen Marmion Lowe (22 novembre 2014 - 17 dicembre 2021 nominato vescovo di Auckland)[1]
- Richard Philip James Laurenson, dal 25 ottobre 2023

## Statistiche
La diocesi nel 2021 su una popolazione di 764.376 persone contava 64.539 battezzati, corrispondenti all'8,4% del totale.
| anno | popolazione | popolazione | popolazione | presbiteri | presbiteri | presbiteri | presbiteri                | diaconi | religiosi | religiosi | parrocchie |
| anno | battezzati  | totale      | %           | numero     | secolari   | regolari   | battezzati per presbitero | diaconi | uomini    | donne     | parrocchie |
| ---- | ----------- | ----------- | ----------- | ---------- | ---------- | ---------- | ------------------------- | ------- | --------- | --------- | ---------- |
| 1990 | 78.000      | 519.000     | 15,0        | 50         | 37         | 13         | 1.560                     |         | 19        | 79        | 39         |
| 1999 | 53.000      | 530.000     | 10,0        | 54         | 48         | 6          | 981                       | 2       | 12        | 60        | 38         |
| 2000 | 52.083      | 520.000     | 10,0        | 51         | 47         | 4          | 1.021                     | 2       | 10        | 52        | 39         |
| 2001 | 38.500      | 520.000     | 7,4         | 40         | 34         | 6          | 962                       | 2       | 13        | 57        | 38         |
| 2002 | 46.375      | 615.986     | 7,5         | 51         | 36         | 15         | 909                       | 2       | 16        | 59        | 36         |
| 2003 | 46.069      | 601.608     | 7,7         | 52         | 37         | 15         | 885                       | 2       | 23        | 53        | 36         |
| 2004 | 39.600      | 601.608     | 6,6         | 51         | 36         | 15         | 776                       | 7       | 22        | 56        | 36         |
| 2006 | 89.600      | 640.000     | 14,0        | 49         | 33         | 16         | 1.828                     | 12      | 23        | 59        | 37         |
| 2013 | 96.500      | 678.000     | 14,2        | 49         | 32         | 17         | 1.969                     | 19      | 23        | 50        | 36         |
| 2016 | 67.455      | 671.050     | 10,1        | 38         | 34         | 4          | 1,775                     | 20      | 7         | 48        | 35         |
| 2019 | 70.230      | 698.730     | 10,1        | 36         | 29         | 7          | 1.950                     | 24      | 9         | 36        | 34         |
| 2021 | 64.539      | 764.376     | 8,4         | 35         | 27         | 8          | 1.843                     | 23      | 8         | 30        | 33         |

## Istituti religiosi presenti in diocesi
Nel 2017 erano presenti in diocesi i seguenti istituti:
- Comunità maschili
- Carmelitani della Beata Vergine Maria Immacolata
- Fratelli cristiani
- Fratelli maristi delle scuole
- Società di Maria (maristi)
- Società missionaria di San Giuseppe di Mill Hill

- Comunità femminili
- Adoratrici del Sacro Cuore di Gesù di Montmartre
- Figlie di Nostra Signora della Compassione
- Figlie di Nostra Signora delle Missioni
- Pie discepole del Divin Maestro
- Suore della Congregazione di Maria
- Suore della Misericordia
- Suore di Nostra Signora della carità del Buon Pastore
- Suore di San Giuseppe del Sacro Cuore di Gesù
- Suore di San Giuseppe di Cluny
- Suore di Santa Brigida